# 15819 Alisterling
15819 Alisterling è un asteroide della fascia principale. Scoperto nel 1994, presenta un'orbita caratterizzata da un semiasse maggiore pari a 2,1853450 UA e da un'eccentricità di 0,1133836, inclinata di 6,82871° rispetto all'eclittica.